# Iván Ayllón
Iván Ayllón Descalzo (La Seca, provincia de Valladolid, 23 de abril de 2001) es un futbolista español que juega como delantero en el Real Unión de la primera federación.

## Trayectoria
Nacido en la localidad de La Seca de la provincia de Valladolid, es un jugador formado en las bases del Unión Deportiva Sur donde jugaría hasta 2019, cuando firma por la SD Atlético Tordesillas de la Tercera División de España.
En las filas del SD Atlético Tordesillas jugaría durante tres temporadas, disputando 32 partidos y anotando 14 goles en la temporada 2021-22, con el que se quedó a tan solo un paso de conseguir el ascenso a Segunda RFEF.
El 20 de junio de 2022, firma con el CD Palencia Cristo Atlético de la Segunda División RFEF, con el que disputa 17 partidos y marca 1 gol.
El 26 de enero de 2023, firma con el FC Cartagena "B" de la Segunda División RFEF, con el que jugó 9 partidos.
El 13 de agosto de 2023, debutaría con el primer equipo del FC Cartagena en la Segunda División de España, en un encuentro frente al CD Eldense, en la primera jornada de la liga regular de la temporada 2023-24, en el que disputaría 13 minutos. El 18 de agosto entró en el minuto 70 para tratar de remontar el partido frente al FC Andorra que iban perdiendo 2-0 y aunque logró marcar su primer gol en el minuto 94 el partido acabó en derrota por 3-2.
El 22 de julio de 2024, pasa a formar parte de la plantilla del Real Unión.

## Clubes
Actualizado a 15 de diciembre de 2024.  
| Club                        | País          | Año           | PJ  | G  |
| --------------------------- | ------------- | ------------- | --- | -- |
| Unión Deportiva Sur         | España        | 2019-2020     |     |    |
| SD Atlético Tordesillas     | España        | 2020-2022     | 56  | 76 |
| CD Palencia Cristo Atlético | España        | 2022          | 17  | 1  |
| FC Cartagena "B"            | España        | 2022-2024     | 15  | 3  |
| Fútbol Club Cartagena       | España        | 2023- 2024    | 19  | 2  |
| Real Unión                  | España        | 2024-Act.     | 17  | 2  |
| Total carrera               | Total carrera | Total carrera | 124 | 25 |